# 沈石蒂
沈石蒂（Sam Sanzetti，本名Semyon Liphshitz，1902年—1986年），生於俄羅斯，猶太攝影師。1915年随家人前往中国哈尔滨，於1921年赴上海生活並学习人像攝影。后于上海南京路73号开设“上海美术照相館”，其雇员曾一度多达31人。当时，沈石蒂曾被认为是上海最优秀的摄影师之一。1955年，沈石蒂被迫關閉照相館，並在1957年移民以色列。

## 生平

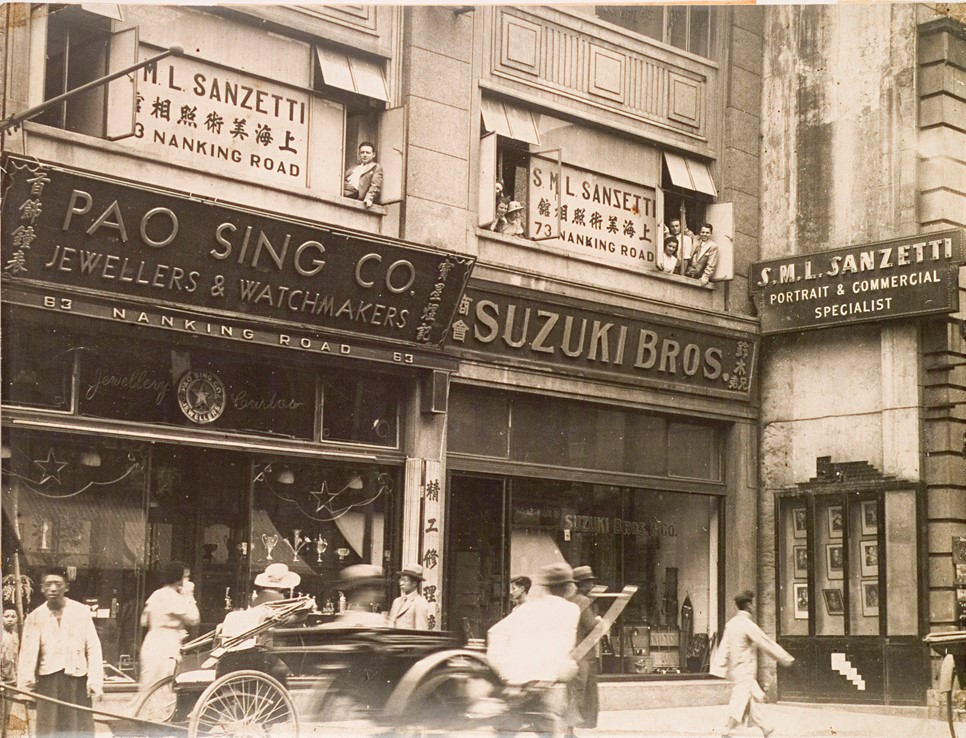
南京路沈石蒂照相館(樓上店鋪)

- 1902年，出生於俄羅斯的一個猶太裔家庭，本名Semyon Liphshitz。
- 1920年，沈石蒂從蘇維埃俄國前往中華民國上海市，化名Sam Sanzetti。
- 1927年，他在上海市南京路73號開設Sanzetti Studio照相館。[1][2]
- 1955年，在中國共產黨強制私人企業進入公私合營時代後，沈石蒂被迫離開照相館，並進入學校教英語。
- 1957年，考慮到中國大陸的政治極度不穩定，沈石蒂在猶太團體的幫助下離開上海，並移民以色列。
- 1986年，沈石蒂在以色列過世。享年84歲[3][4][5][6][7][8][9][10][11]

## 紀念
2011年，以色列駐上海總領事館將沈石蒂的作品展示於互聯網上。

## 連結
- Sam Sanzetti - Photography of China（页面存档备份，存于）
- Sam Sanzetti Shanghai Photographs: 1920s - 1950s | Flickr（页面存档备份，存于）
- The Unlikely Shanghai Portrait Studio of Sam Sanzetti | American Photo（页面存档备份，存于）
- Sinology Sunday: Sam Sanzetti’s Shanghai | Cfensi（页面存档备份，存于）